# Giacomo Bresàdola

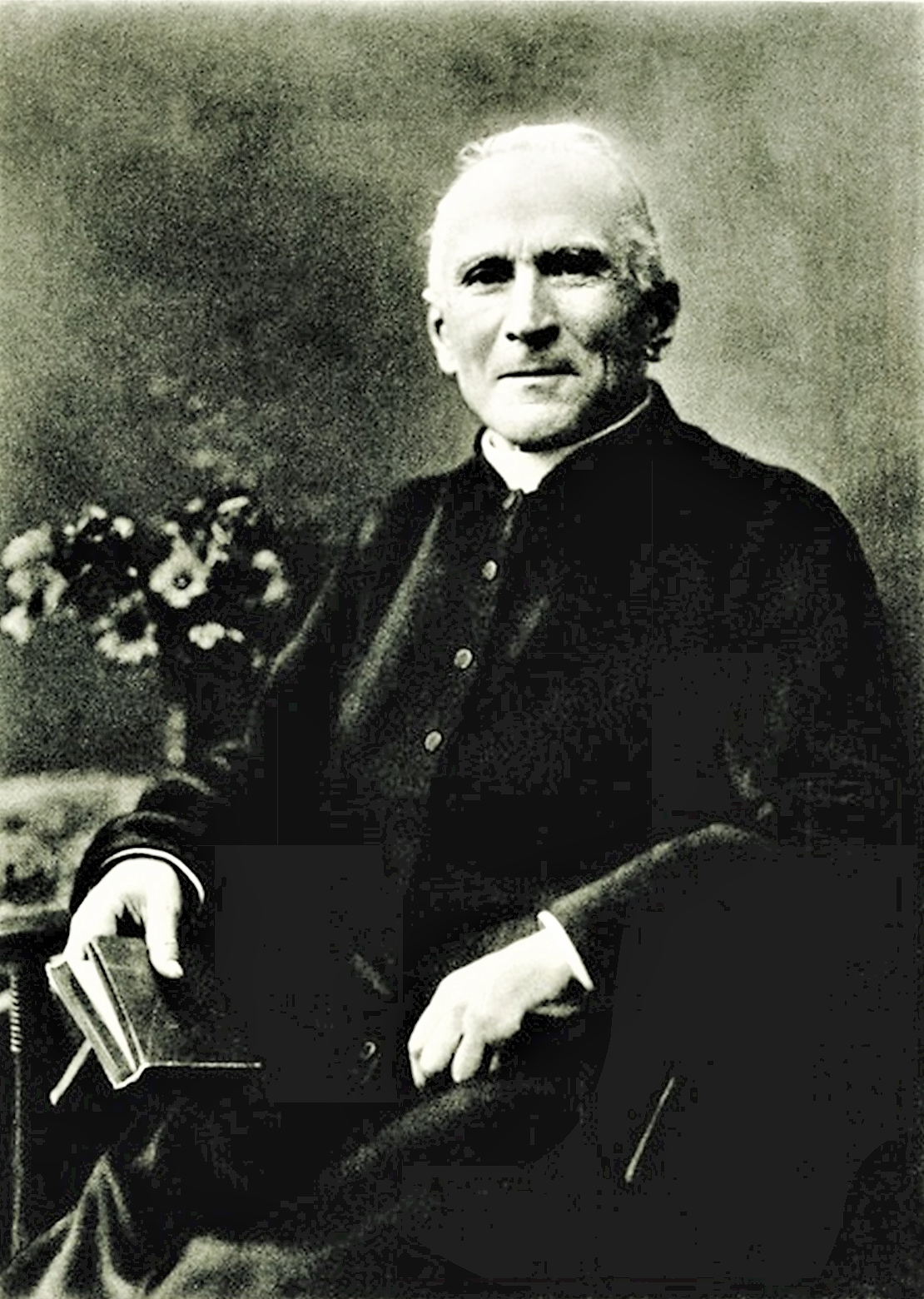
Giacomo Bresadola

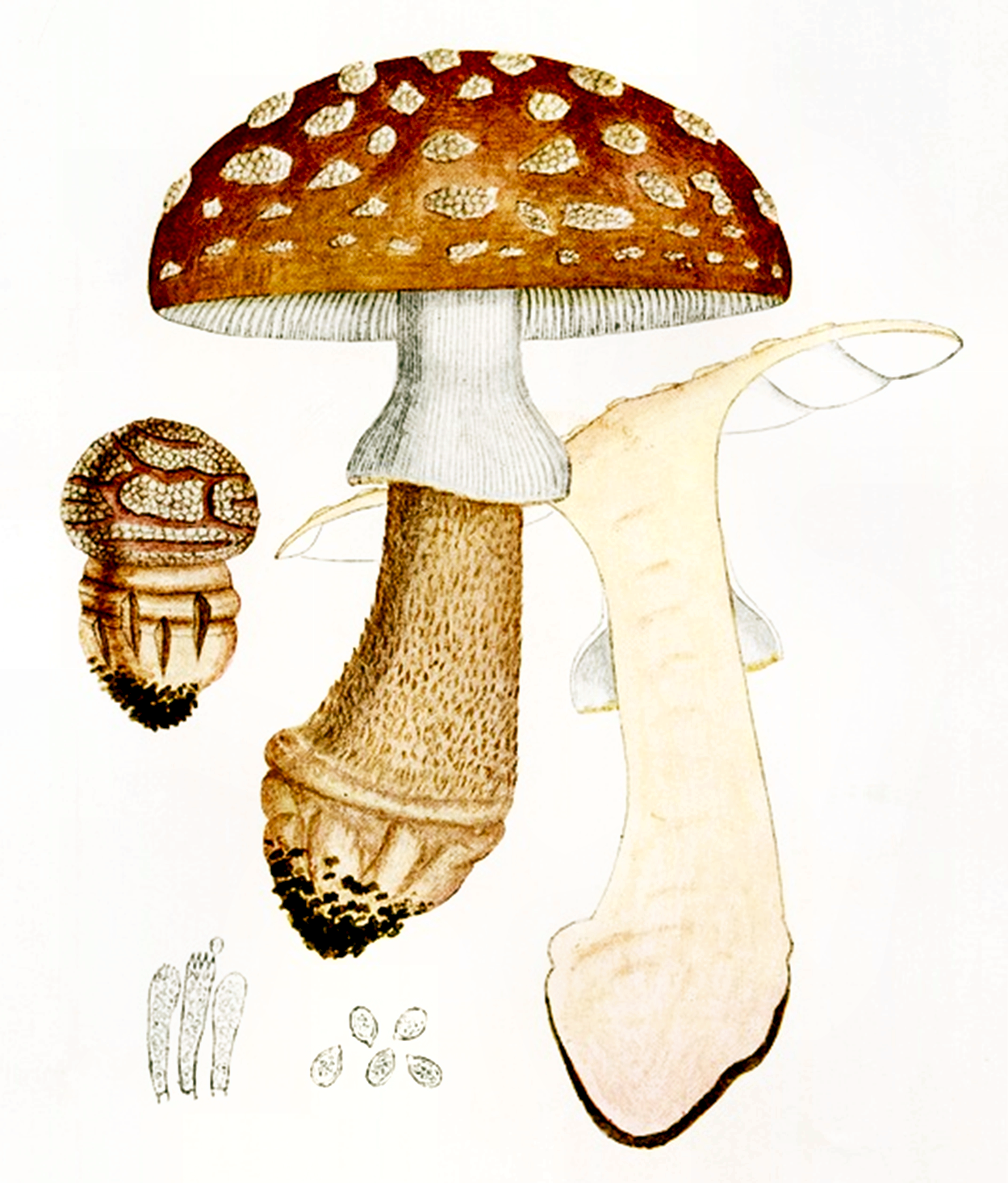
Tablica z pracy pt. „Iconographia Mycologica”

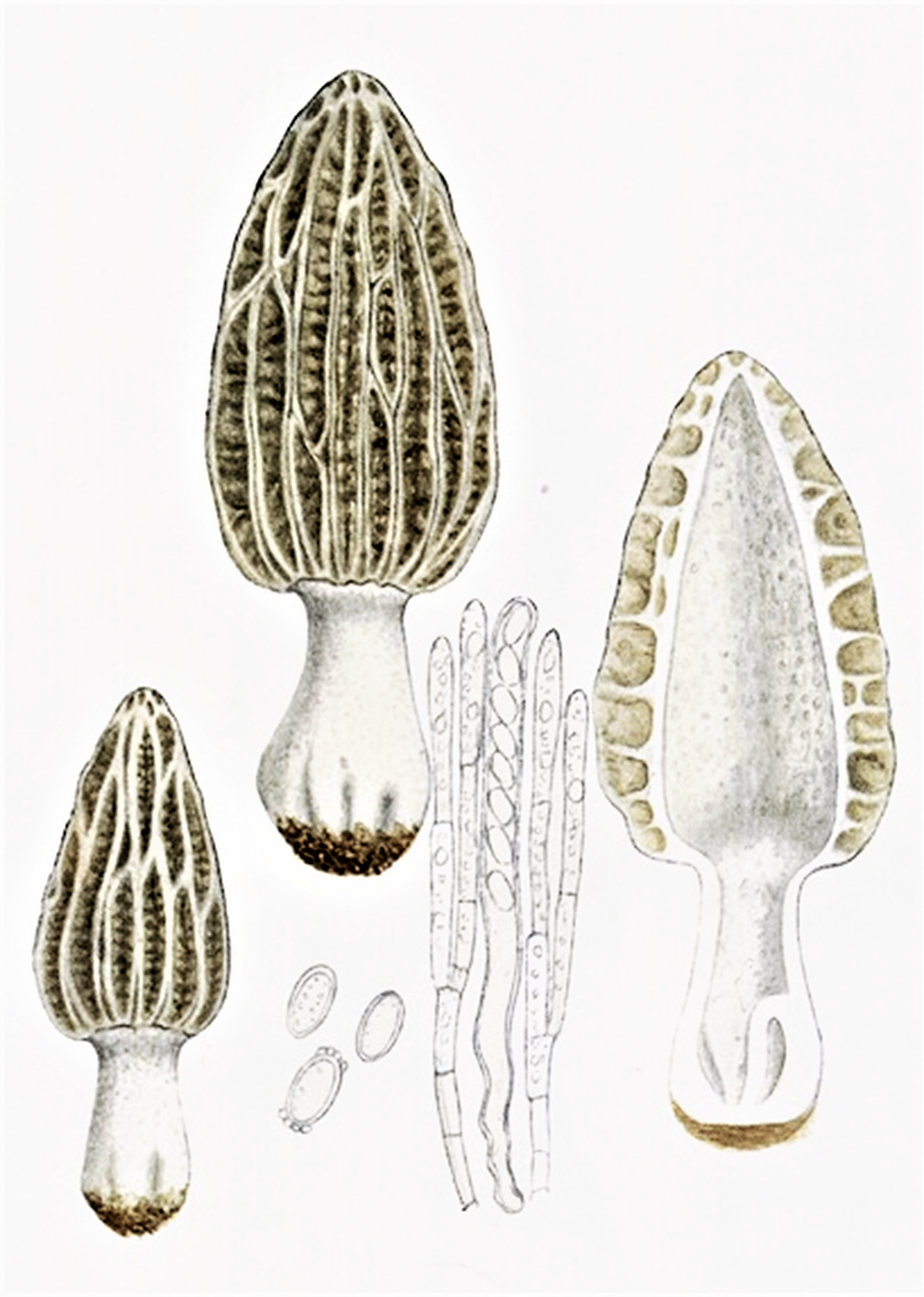
Tablica z pracy pt. „Iconographia Mycologica”

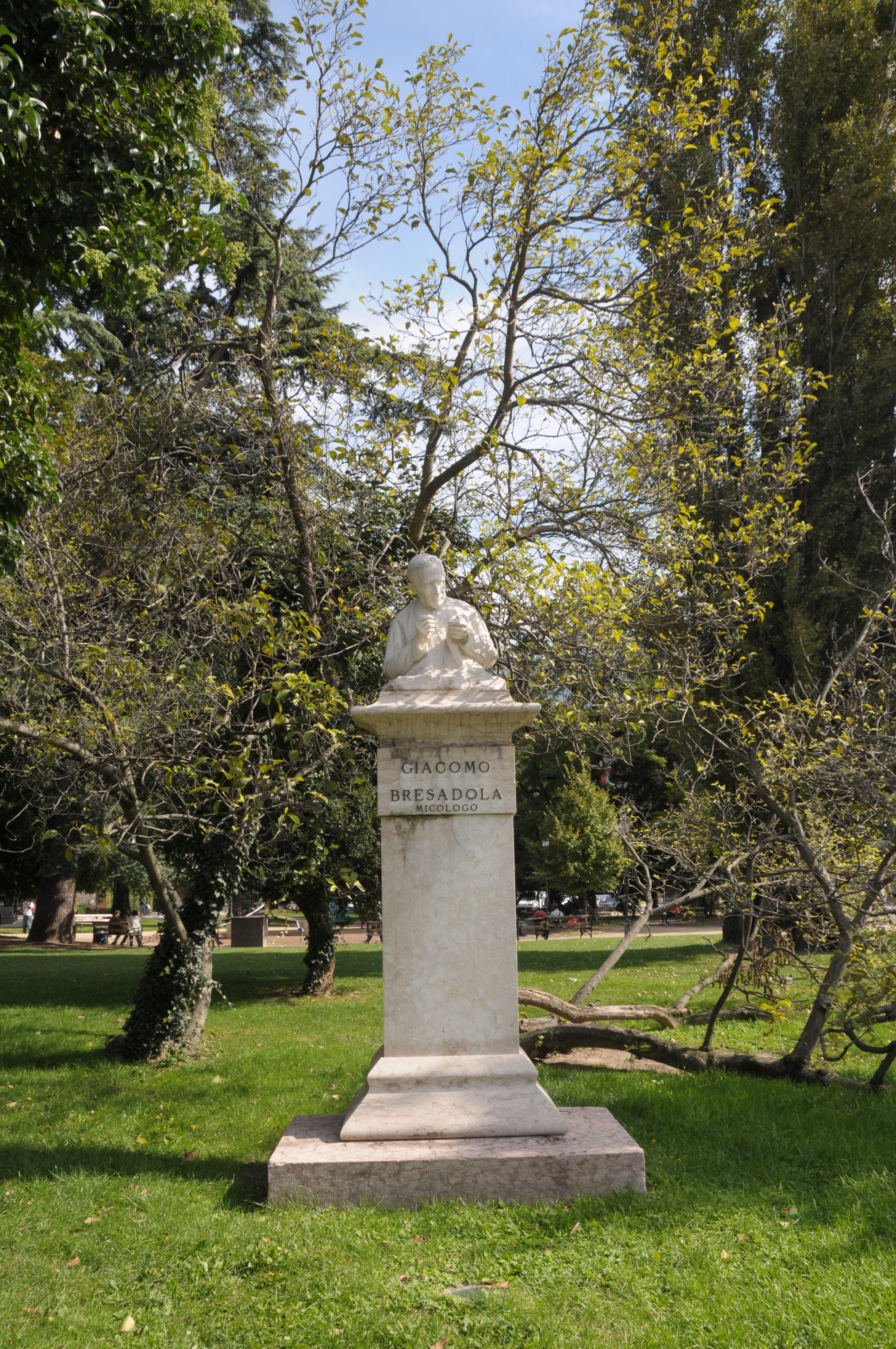
Monument z popiersiem Giacomo Bresadola w parku Piazza Dante w Trydencie

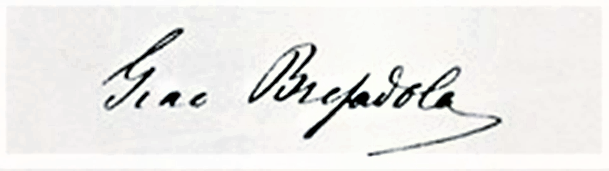
podpis Giacomo Bresadola

Giacomo Bresàdola, znany także jako Giacopo Bresàdola (ur. 14 lutego 1847 w Mezzanie, zm. 9 czerwca 1929 w Trydencie) – wybitny włoski mykolog. Jeden z członków założycieli, a następnie honorowy członek Société mycologique de France (Mycological Society of France).

## Życiorys[1]
Bresàdola urodził się w 1847 r. w Trydencie (wówczas w posiadaniu austriackim) w rodzinie rolniczej. Od najmłodszych lat wykazywał zainteresowanie botaniką. Po ukończeniu szkoły podstawowej w Mezzanie w wieku dziewięciu lat, został wysłany do Cloz, aby kontynuować naukę u wuja, który był księdzem. Jednak wuj uważał go za zbyt hałaśliwego i szybko odesłał go z powrotem do domu. W 1857 roku jego ojciec przeniósł się do Montichiari w gminie Brescii, aby zająć się handlem przedmiotami z brązu. Dwa lata później, w wieku dwunastu lat, Giacomo wyjechał na studia do instytutu technicznego w Rovereto. Będąc najlepszym w klasie przez cztery lata z rzędu, po ukończeniu piątego roku nauki był tak rozczarowany uzyskaniem drugiej pozycji, że porzucił studia i wrócił do Trydentu, by tam wstąpić do seminarium.
Po zostaniu księdzem otrzymał powołania do parafii Baselga di Pinè, Roncegno i Malè. W 1878 roku został proboszczem w Magràs (Val di Sole), gdzie przebywał przez pięć lat. W dalszym ciągu interesował się botaniką. Często odwiedzał bibliotekarza, historyka i botanika Francesco Ambrosi (1821-1897), za sprawą którego poznał briologa Gustavo Venturi (1830-1898). Ogromna liczba grzybów, które odkrywa podczas swoich wycieczek, a także spotkania z kilkoma mykologami sprawiają, że decyduje się zająć mykologią. W ten sposób poznaje profesora botaniki na Uniwersytecie w Padwie i słynnego mykologa Pier Andreę Saccardo (1845-1920), który z kolei poznaje go z Lucienem Quéletem, a następnie z Jean Louis Émile Boudierem (1828-1920). Od tego momentu prowadził obszerną korespondencję z czterystoma włoskimi i zagranicznymi specjalistami. Kolekcja tych korespondencji obecnie mieści się w University of Washington.
W 1881 roku opublikował pierwszą odsłonę Fungi tridentini novi vel novum vel nondum delineati, dzieło, które po ukończeniu w 1892 r. zawierało 232 strony tekstu i 217 tablic. W 1884 r. Wyjechał do Trydentu, gdzie pozostał do końca życia. W 1887 r. Został mianowany administratorem dóbr biskupstwa trydenckiego. Piastował to stanowisko do 1910 r.
Stał się czołowym specjalistą w różnych dziedzinach, w których cieszył się bliską współpracą z takimi specjalistami w zakresie mykologii jak Lucien Quélet, Adalbert Ricken, Narcisse Théophile Patouillard, Hubert Bourdot i Jean Louis Émile Boudier.
Pasjonował się egzotycznymi gatunkami i publikował obserwacje na temat okazów, które otrzymywał ze wszystkich części świata (np. Kamerun, Kongo, Węgry, Saksonia, Polska, Wyspy San Thomé, Samoa itd.) Cechuje go niezwykła dokładność.
Bresàdola jest autorem opisów 1017 gatunków grzybów i około piętnastu rodzajów w około sześćdziesięciu publikacjach, z których prawie wszystkie są napisane po łacinie. Jego zbiory są dziś przechowywane w różnych instytucjach. Muzeum Historii Naturalnej w Sztokholmie ma największą kolekcję (około 30 tysięcy gatunków), niektóre dodatkowe części kolekcji Bresàdoli znajdują się m.in. na uniwersytetach w Waszyngtonie, Trydencie, Uppsali czy Paryżu.

## Publikacje[3]
- 1890 : Fungi Kamerunenses a cl. viro Joanne Braun lecti, additis nonnullis aliis novis, vel criticis ex regio museo bot. Berolinensi. Bulletin de la Société Mycologique de France 6 (1): 32-49.
- 1891 Fungi Lusitani collecti a cl. viro Adolphus Fr. Moller, anno 1890. Boletim da Sociedade Broteriana 9: 1-9.
- 1891 : Champignons de la Hongrie. Revue Mycologique Toulouse 13: 20-33.
- 1892 : Fungi aliquot Saxonici novi lecti a cl. W. Krieger. Hedwigia 31: 40-41.
- 1893 : Fungi aliquot Saxonici novi lecti a cl. W. Krieger. Hedwigia 32: 32-[?].
- 1894 : Fungi aliquot Saxonici novi vel critici a cl. W. Krieger lecti (contributio III ad Floram Mycol. Saxoniae). Hedwigia 33: 206-210.
- 1896 : Fungi aliquot Saxonici novi a cl. W. Krieger lecti. IV. Hedwigia 35: 199-[200].
- 1896 : Fungi Brasilienses lecti a cl. Dr Alfredo Möller. Hedwigia 35: 276-302.
- 1897 : Hymenomycetes Hungarici Kmetiani. Atti dell’I.R. Accademia di Scienze Lettere ed Arti degli Agiati in Rovereto Ser. 3 3: 66-[114].
- 1899 : I funghi mangerecci e velenosi dell’Europa media con speciale riguardo a quelli che crescono nel Trentino (pierwsza edycja).
- 1900 : Fungi aliquot Saxonici novi. VI. Hedwigia 39: 325-[347].
- 1900 : Hymenomycetes Fuegiani a cl. P. Dusén et O. Nordenskjöld lecti. K. Vetenskaps-Akademiens Förhandlingar 2: 311-316.
- 1900 : Hymenomycetes fuegiani a Dusén, Nordenskjold lecti. Wissenschaftliche Ergebnisse der Schwedischen Expedition nach den Magellansländern. 1895-1897 Tom. III.
- 1902 : Mycetes Lusitanici novi. Atti dell’I.R. Accademia di Scienze Lettere ed Arti degli Agiati in Rovereto Ser. 3 8: 128-133.
- 1903 : Fungi Polonici a cl. Viro B. Eichler lecti (continuatio). Annales Mycologici 1 (1-2): 65-131, 1 plansza.
- 1903 : Fungi Polonici. Annales Mycologici 1 (1): 65-96.
- 1903 : Mycologia Lusitanica. Diagnoses fungorum novorum. Brotéria Ser. Botânica 2: 87-92.
- 1905 : Hymenomycetes novi vel minus cogniti. Annales Mycologici 3: 159-164.
- 1906 : I funghi mangerecci e velenosi dell’Europa media con speciale riguardo a quelli che crescono nel Trentino. II edizione riveduta ed aumentata. Trento: Stab. Lit. Tip. Giovanni Zippel 1906. 8vo, p (1-5) 6-142 et 121 tablic.
- 1908 : Fungi aliquot Gallici novi vel minus cogniti. Annales Mycologici 6: 37-47.
- 1908 : Drittes Verzeichniss zu meiner Exsiccatenwerk ‘Fungi Selecti Exsiccati’, Serien IX-XII (201-300). Verhandlungen des Botanischen Vereins der Provinz Brandenburg 50: 29-51.
- 1911 : Fungi Congoenses. Annales Mycologici 9: 266-276.
- 1911 : Adnotanda mycologica. Annales Mycologici 9 (4): 425-428.
- 1912 : Polyporaceae Javanicae. Annales Mycologici 10: 492-508.
- 1912 : Basidiomycetes Philippinenses. Series I. Hedwigia 51 (4): 306-326.
- 1912 : Basidiomycetes Philippinenses. Series II. Hedwigia 53: 46-80.
- 1913 : Champignons de Congo Belge. Bulletin du Jardin Botanique de l’État à Bruxelles 4: 6-30.
- 1915 : Neue Pilze aus Sachsen. Annales Mycologici 13: 104-106.
- 1915 : Basidiomycetes Philippinenses. Series III. Hedwigia 56 (4): 289-307.
- 1916 : Synonymia et adnotanda mycologica. Annales Mycologici 14 (3-4): 221-242.
- 1920 : Selecta mycologica. Annales Mycologici 18 (1-3): 26-70.
- 1925 : New species of fungi. Mycologia 17 (2): 68-77.
- 1926 : Selecta mycologica II – Studi Trentini Sen Il. Sci. Nat. ed. Econ. 7 (1): 51-81.
- 1927 [publ. 1928]: Iconografia Mycologica 3: 101-150. Mediolani.
- 1929 : Iconografia Mycologica 9: 401-450.
- 1929 : Iconografia Mycologica 12: 551-600.
- 1930 : Iconografia Mycologica 16: 751-800.
- 1893 : Bresadola, G., Hennings, P. & Magnus, P.. Die von Herrn P. Sintenis auf der Insel Portorico 1884-1887 gesammelten Pilze. Botanische Jahrbücher für Systematik, Pflanzengeschichte und Pflanzengeografie 17: 489-501, 1 tablica.
- 1897 : Bresadola, G. & Saccardo, P.A.. Enumerazione dei funghi della Valsesia raccolti dal Ch. Ab. Antonio Carestia. Malpighia 11: 241-325.
- 1899 (1900): Bresadola, G. & Saccardo, P.A.. Fungi Congoenses. Bulletin de la Société Royale de Botanique de Belgique 38: 152-168, 5 tablic

## Opisane rodzaje[3]
- Bourdotia (Bres.) Bres. & Torrend, Broteria, ser. bot. 11: 88 (1913)
- Copelandia Bres., Hedwigia 53: 51 (1912)
- Jaapia Bres., Annls mycol. 9: 428 (1911)

## Niektóre opisane gatunki i podgatunki[3]
- Asterostroma laxum, Asterostroma medium, Asterostroma ochroleucum
- Collybia dryophila var. peronata, var. vernalis Schulzer & Bresadola
- Corticium queletii
- Cortinarius variegatus, Cortinarius variegatus var. marginatus
- Cyphella alboflavida, Cyphella cochlearis
- Dacrymyces palmatus (Schweinitz) Bresadola 1904
- Discina leucoxantha, Discina melaleuca, Discina repanda var. terrestris
- Eichleriella leucophaea
- Entoloma excentricum
- Exidia umbrinella
- Exobasidium graminicola
- Ganoderma pfeifferi
- Gloeoporus dichrous (Fries) Bresadola 1912
- Gyromitra leucoxantha
- Hebeloma fusipes, Hebeloma hiemale
- Helvella queletii
- Heterochaete delicata (Klotzsch ex Berkeley) Bresadola
- Hygrophorus marzuolus (Fries: Fries) Bresadola, H. queletii
- Hymenochaete fuliginosa (Persoon) Bresadola
- Inocybe cookei, Inocybe fulvella, Inocybe fulvida, Inocybe hirtella, Inocybe incarnata, Inocybe patouillardii, Inocybe rhodiola, Inocybe umbrina
- Jaapia argillacea
- Lactarius uvidus var. pallidus,
- Lactarius boudieri, Lactarius helveola, Lactarius ignicolor, Lactarius lignicolor, Lactarius lilacea, Lactarius rubella
- Melanoleuca paedida, Melanoleuca phaeopodia
- Morchella tridentina
- Mycena arcangeliana, Mycena olida
- Nectria galligena
- Panaeolus guttulatus
- Panellus stipticus var. albus
- Peniophora frangulae, Peniophora nuda (Fries) Bresadola 1897, Peniophora proxima, Peniophora versicolor
- Peziza praetervisa
- Phlebia livida (Persoon: Fries) Bresadola 1897
- Phylloporus rhodoxanthus (Schweinitz: Fries) Bresadola
- Pluteus diettrichii, Pluteus granulatus, Pluteus luteus, Pluteus murinus
- Russula azurea, Russula chloroides (Krombholz) Bresadola, Russula elegans, Russula lilacea var. carnicolor, R. olivacea var. pavonina, Russula puellaris var. leprosa, Russula purpurascens, Russula similis, Russula torulosa, Russula turci
- Sebacina carneola, Sebacina plumbea Bresadola & Torrend 1913
- Septobasidium carestianum, Septobasidium cavarae, Septobasidium fuscoviolaceum, Septobasidium marianii
- Torrendia pulchella
- Tricholoma goniospermum, Tricholoma squarrulosum, Tricholoma sulfurescens
- Tulasnella brinkmannii, Tulasnella eichleriana, Tulasnella fuscoviolacea, Tulasnella pinicola
- Tulostoma armillatum, Tulostoma melanocyclum
- Vuilleminia megalospora